# العلاقات البنمية المولدوفية
العلاقات البنمية المولدوفية هي العلاقات الثنائية التي تجمع بين بنما ومولدوفا.

## مقارنة بين البلدين
هذه مقارنة عامة ومرجعية للدولتين:
| وجه المقارنة                                              | بنما                      | مولدوفا                           |
| --------------------------------------------------------- | ------------------------- | --------------------------------- |
| المساحة (كم2)                                             | 74.18 ألف                 | 33.85 ألف                         |
| عدد السكان (نسمة)                                         | 4.10 مليون                | 2.55 مليون                        |
| الكثافة السكانية (ن./كم²)                                 | 55.27                     | 75.33                             |
| العاصمة                                                   | بنما                      | كيشيناو                           |
| اللغة الرسمية                                             | اللغة الإسبانية           | اللغة المولدوفية، اللغة الرومانية |
| العملة                                                    | بالبوا بنمي، دولار أمريكي | ليو مولدوفي                       |
| الناتج المحلي الإجمالي (بليون دولار)                      | 61.84 مليار               | 8.13 مليار                        |
| الناتج المحلي الإجمالي (تعادل القوة الشرائية) بليون دولار | 87.37 مليار               | 17.94 مليار                       |
| الناتج المحلي الإجمالي الاسمي للفرد دولار أمريكي          | 13.27 ألف                 | 3.65 ألف                          |
| الناتج المحلي الإجمالي للفرد دولار أمريكي                 | 20.89 ألف                 | 4.98 ألف                          |
| مؤشر التنمية البشرية                                      | 0.780                     | 0.693                             |
| رمز المكالمات الدولي                                      | +507                      | +373                              |
| رمز الإنترنت                                              | .pa                       | .md                               |
| المنطقة الزمنية                                           | 00                        | ت ع م+02:00، ت ع م+03:00          |

## منظمات دولية مشتركة
يشترك البلدان في عضوية مجموعة من المنظمات الدولية، منها:
| علم المنظمة | اسم المنظمة                               | تاريخ انضمام بنما | تاريخ انضمام مولدوفا |
| ----------- | ----------------------------------------- | ----------------- | -------------------- |
|             | يونسكو                                    | 10 يناير 1950     | 27 مايو 1992         |
|             | الفريق المعني برصد الأرض                  | ?                 | ?                    |
|             | مؤسسة التمويل الدولية                     | 20 يوليو 1956     | 10 مارس 1995         |
|             | المركز الدولي لتسوية المنازعات الاستشارية | 8 مايو 1996       | 4 يونيو 2011         |
|             | منظمة حظر الأسلحة الكيميائية              | ?                 | ?                    |
|             | مؤسسة التنمية الدولية                     | 1 سبتمبر 1961     | 14 يونيو 1994        |
|             | منظمة التجارة العالمية                    | ?                 | ?                    |
|             | وكالة ضمان الاستثمار متعدد الأطراف        | 21 فبراير 1997    | 9 يونيو 1993         |
|             | الاتحاد البريدي العالمي                   | ?                 | ?                    |
|             | منظمة الشرطة الجنائية الدولية             | ?                 | ?                    |
|             | الأمم المتحدة                             | 13 نوفمبر 1945    | 2 مارس 1992          |
|             | الاتحاد الدولي للاتصالات                  | 14 يوليو 1914     | 20 أكتوبر 1992       |
|             | البنك الدولي للإنشاء والتعمير             | 14 مارس 1946      | 12 أغسطس 1992        |

## وصلات خارجية
- موقع وزارة الخارجية البنمية
- موقع وزارة الخارجية المولدوفية